# リンダ・リングル
リンダ・リングル（英語: Linda Lingle, 1953年6月4日 - ）は、アメリカ合衆国の政治家、6代目ハワイ州知事を務めた。旧姓はカッター（Cutter）。共和党所属である。

## 経歴
1953年6月4日にミズーリ州セントルイスに誕生し、12歳の時に家族と共に南カリフォルニアに引っ越した。カリフォルニア州レークバルボアのバーミンガム高校を卒業後、カリフォルニア州立大学ノースリッジ校でジャーナリズムを学んだ。1975年の大学卒業後はハワイに移り、ホテル従業員組合の広報担当者を務めた。その後、マウイ郡モロカイに移り、ミニコミ誌『モロカイ・フリー・プレス』を発行して大成功を収めた。
1980年からマウイ郡議会議員（任期2年）を5期務め、1990年マウイ郡長に当選、1994年にも再選された。1998年のハワイ州知事選挙に共和党から立候補、民主党の現職候補ベンジャミン・カエタノ（フィリピン系）に挑戦したが敗れた。
その後共和党ハワイ支部議長となり、2002年の知事選では福島県生まれの日系1世の民主党候補メイジー・ヒロノを激戦の末に破り、ハワイ州初の女性州知事として当選した。この知事選挙は女対女の一騎討ちとして全米の注目を集めた。またリングルはユダヤ教徒であり、ハワイ州最初のユダヤ系知事ともなった。州議会で民主党の勢力が盛り返す中、2006年の知事選でも勝利し2期8年を務めた。
2009年7月15日、ハワイを訪問していた天皇・皇后とともにリリウオカラニ女王が居住していたイオラニ宮殿で開かれた晩さん会に出席した。
2010年12月に州知事を退任した。
2012年、ハワイ州選出の連邦上院議員選挙に出馬。民主党候補はメイジー・ヒロノで10年前の知事選の再現となったが、今回は大差で敗れた。
これまで2度結婚し、2度とも離婚に終わっている。最初の夫チャールズ・リングルとは大学時代に結婚したがハワイに来る前に別れており、リングル姓はその時のものである。その後マウイの弁護士ウィリアム・クロケットと再婚したが、郡長時代に別れている。子供はいない。